# Beautiful (Eminem)
Beautiful is de vierde single van het album Relapse van de rapper Eminem.
In Beautiful beschrijft Eminem de gemengde gevoelens die hij heeft over zijn carrière. Het is een van de weinige rustige nummers van het album.

## Hitnotering
| Nummer | tip 24 | tip 19 | tip 24 |  |  |  |  |  |